# دانيال إسماعيليفر
دانيال إسماعيليفر ((بالفارسية: دانیال اسماعیلی‌فر)؛ مواليد 26 فبراير 1993 في ساري، إيران) هو لاعب كرة قدم إيراني يلعب مع نادي ذوب آهن أصفهان في دوري المحترفين الإيراني كلاعب وسط. بدأ دانيال إسماعيليفر مسيرته الرياضية عام 2012 مع نادي بيام صنعت آمل.

## روابط خارجية
- دانيال إسماعيليفر على موقع قاعدة بيانات كرة القدم.إي يو (الإنجليزية)
- دانيال إسماعيليفر على موقع ناشيونال فوتبول تيمز (الإنجليزية)
- دانيال إسماعيليفر على موقع Soccerway.com (الإنجليزية)